# 福岡シティループバス「ぐりーん」

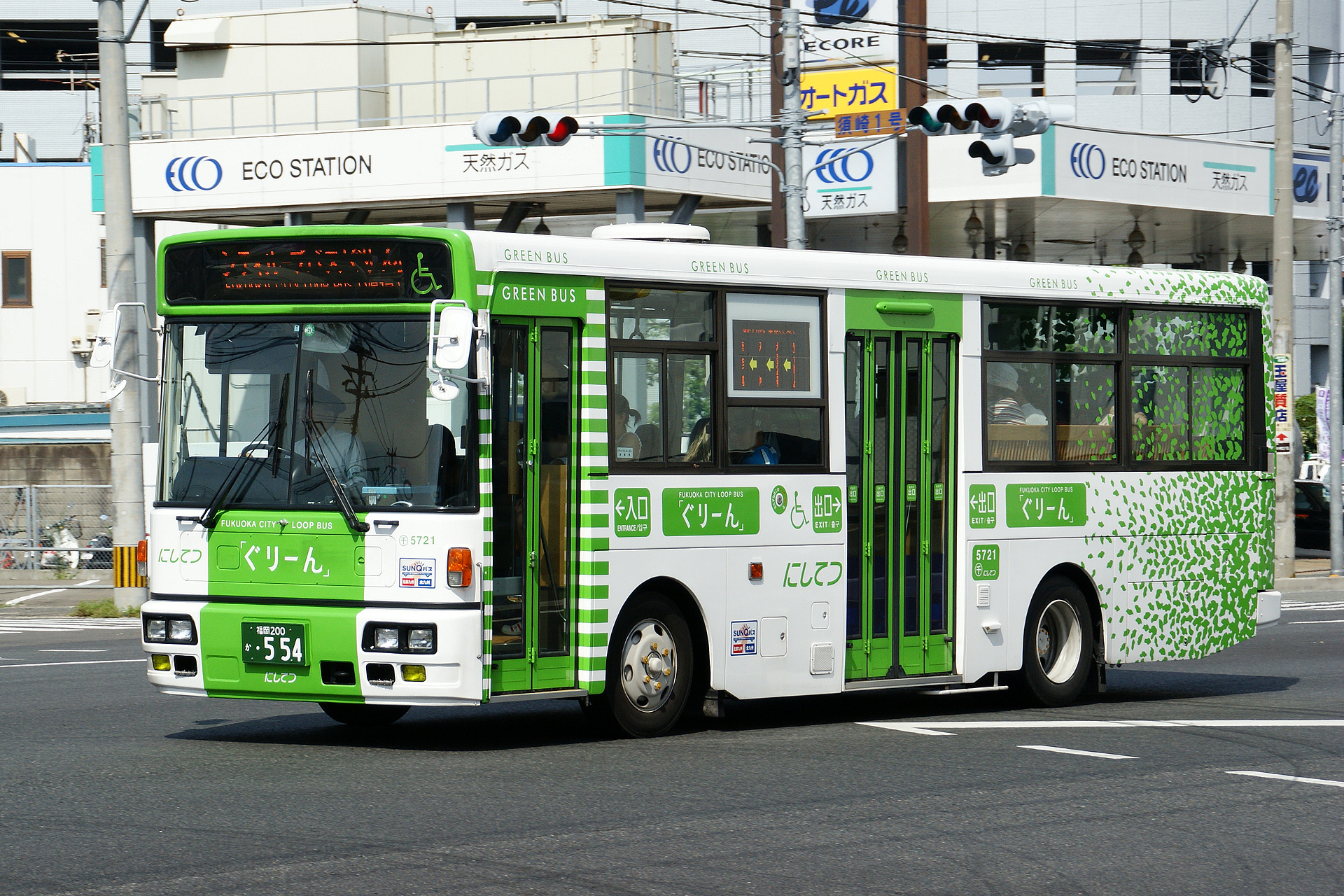
専用車両

福岡シティループバス「ぐりーん」（ふくおかシティループバス「ぐりーん」）とは、西日本鉄道（西鉄）が2008年9月22日から2014年9月28日まで福岡市内で運行していた循環バス路線である。略称はぐりーんあるいは福岡シティループバス。

## 概要
西鉄創立100周年記念事業の一環として2008年9月22日から、博多や天神をはじめとする福岡市中心部を訪れる観光客の利便向上を目的として運行が開始された。キャナルシティ博多、福岡タワーなどの福岡市内の主要観光地を結ぶ循環バスで、通常の路線バスとは違い、観光を主眼としたルート設定となっていた。
また、運行開始日である9月22日に、これまで西鉄観光バスが運行していた福岡定期観光バス（博多の街はやまわりコース）が廃止になったため、その代替の意味合いも兼ねていた。
当初は毎日運行であったが、2010年3月1日のダイヤ改正から平日の運行が中止され、土日祝日のみ（長期休暇期間中は毎日）の運行となり、2014年9月28日には同日最終便を以て運行終了した。延べ約35万人の利用があったが、2012年3月24日に「FUKUOKA OPEN TOP BUS」の運行が開始されたことで利用客が減少していた。

## 沿革
- 2008年9月22日 - 運行開始。
- 2009年9月28日 - ダイヤ改正。運行時間帯を延長（最終便を約2時間繰り下げ）。
- 2010年3月1日 - 経路変更を含めたダイヤ改正。週末及び多客期のみの運行となる。
- 2010年3月6日 - nimocaを導入。
- 2010年6月26日 - 千代営業所が博多営業所に統合され、千代営業所の運用が博多営業所に移管され、車両は百道浜営業所に1台（5718）と博多営業所に3台（5719 - 5721）へ変更。
- 2011年2月26日 - ダイヤ改正[3]。
  - 博多営業所の運用・車両が全て百道浜営業所へ移管
  - 長浜ルート廃止
  - ナイト探索ルートの新設及びそれに伴うバス停の追加
  - ぐりーんパス利用可能エリアを福岡空港まで拡大
- 2012年3月24日 - ダイヤ改正。[4]。
  - 美術館ルートの朝の2本を博多港国際ターミナル始発に変更
  - 本改正と同時に運行を開始する「FUKUOKA OPEN TOP BUS」との連携のため、バス停の追加と経路の一部変更。博多駅前A、住吉神社入口（2路線とも）、天神・福岡市役所前（美術館ルート）、ホークスタウン前（ナイト探索ルート）に新たに停車。
  - ナイト探索ルートは一便減となり、最初の便を除く残り三便は終点がこれまでの福岡タワー・マリゾン南口からシーホークホテル・ヤフードーム入口に変更。
  - 利用可能な券種に「FUKUOKA OPEN TOP BUS」の乗車券を追加。
- 2013年3月24日 - ダイヤ改正。これまで運行されてきたナイト探索ルート四便が廃止され、計13便（旧美術館ルートが一便増）になる。運行ルートの見直しで所要時間はこれまでの100分から85分に短縮（12便と最終便はそれに加え、福岡市博物館・防災センター前を通過）される。また、「福岡市役所前」への乗り入れと「博多港国際ターミナル」発を中止、同時に「天神・福銀本店前」「博多座・福岡アジア美術館前」バス停を追加。[5]
- 2014年4月1日 - 消費税率改定により運賃を250円から260円に値上げ。
- 2014年9月1日 - 同月末をもって運行終了することが発表される[6]。
- 2014年9月28日 - 運行終了。

## 車両
百道浜営業所が保有する合計4台（5718 - 5721）の専用車両によって運行されていた。在来の中型車を改造したもので、JR九州の特急車両などのデザインを手がけた工業デザイナー・水戸岡鋭治によるデザイン。2011年にはグッドデザイン賞を受賞した。車体は緑色と白色を基調とし、大きく「ぐりーん」と書かれていた。車内は床をフローリングとし、座席も木製の板に緑系の模様が入ったクッションを張ったもので、4台のうち5721が三方シート（Aタイプ）、5718 - 5720が通常の路線バスと同じ配置のシート（Bタイプ）となっていた。路線運行終了後、5718号を志賀島内線専用車両（愛称「志賀島ぐりーん」）として、2015年4月1日から運用していたが、2018年に運行を終了した。
行先表示機は一般の路線バスと同じLED式のものを使用し、側面表示機の表示は一般の路線バスと同様に経由地を表示していたが、前面は「シティループバス「ぐりーん」」、背面は「シティループバス」という表示で固定されており、内容は変化しなかった。

## 運行形態
前述のとおり、4台の車両で営業されており、9時台～20時台を30～60分間隔で運行していた。
運行は土日祝日のみ（長期休暇期間中は毎日）。かつては、博多バスターミナル発16時50分までの13便は「美術館ルート」、17時50分以降の4便は「ナイト探索ルート」とし、時間帯によって経路が異なっていた。
運転は車両が所属している百道浜営業所の乗務員が担当していた。

### 運賃
一回の乗車につき全区間260円（子供・割引は130円）均一。ICカードnimoca（および相互利用しているSUGOCA・はやかけん・Suicaなど）の利用が可能であった。当路線で使用できる一日乗車券「ぐりーんパス」が設定されており、同バスの運行終了と共に発売を終了したが、2015年2月7日に対象エリアが追加され（マリノアシティ福岡とアサヒビール博多工場）設定が復活し、新たに太宰府ライナーバス「旅人」を対象路線に追加した「ぐりーんパス太宰府」が追加設定された。またFUKUOKA OPEN TOP BUS乗車券、SUNQパス、FUKUOKA 体験バス TICKET、FUKUOKA 1DAY PASS、FUKUOKA TOURIST CITY PASSでの利用も可能である。それ以外の西鉄が発行する定期券、一日フリー乗車券、社員証での乗車はできなかった。
通常の西鉄路線バスとは違い、前乗り後ろ降り・先払い方式であった。

### 停車停留所
停車地は観光スポットに近い停留所のみに絞られていた。
備考の※印は、本改正でバス停がこれまでの場所の向かい側に変更された事を記す。
| 停留所番号 | 停留所名                       | 併設される西鉄バスの停留所名 （空欄は同名） | 備考                                        |
| ---------- | ------------------------------ | ------------------------------------------- | ------------------------------------------- |
| 1          | 博多バスターミナル             |                                             |                                             |
| 2          | 博多駅前A                      |                                             | 2012年3月24日に新設                         |
| 3          | 住吉神社入口                   | 駅前四丁目                                  | 2012年3月24日に新設                         |
| 4          | キャナルシティ博多前           | キャナルイーストビル前                      |                                             |
| 5          | 櫛田神社・博多町家ふるさと館前 | （併設なし）                                | 路線開設時に新設                            |
| 6          | 博多座・福岡アジア美術館       | 川端町・博多座前                            |                                             |
| 7          | 天神コア前                     |                                             | 2012年3月24日に新設                         |
| 8          | 天神・警固神社・三越前         |                                             | 2012年3月24日に新設 ※                       |
| 9          | 護国神社・NHK放送センター入口  | 福岡城・NHK放送センター入口                 | ※                                           |
| 10         | 福岡城址・福岡市美術館東口     | 福岡市美術館東口                            | ※                                           |
| 11         | 大濠公園前                     | 大濠公園                                    |                                             |
| 12         | 唐人町                         |                                             |                                             |
| 13         | ホークスタウン前               | 九州医療センター                            | ※                                           |
| 14         | ヒルトン福岡シーホーク         |                                             |                                             |
| 15         | 福岡タワー・マリゾン南口       | 福岡タワー（TNC放送会館）                   |                                             |
| 16         | 福岡市博物館・防災センター前   | （併設なし）                                | ※ 最終2本は本バス停通過                     |
| 17         | 大濠公園前                     | 大濠公園                                    |                                             |
| 18         | 平和台・鴻臚館前               | 福岡城・鴻臚館前                            | ※                                           |
| 19         | 西鉄グランドホテル前           |                                             | ※                                           |
| 20         | 天神・福銀本店前               |                                             | 2013年3月24日に新設                         |
| 21         | 博多座・福岡アジア美術館前     | 川端町・博多座前                            | 2013年3月24日に新設 6番とは向かい側になる。 |
| 22         | 祇園町                         |                                             | 2011年2月26日に新設                         |
| 1          | 博多バスターミナル             | -                                           |                                             |

番号順の運行（片方向のみ）。
櫛田神社・博多町家ふるさと館前、福岡市博物館・防災センター前以外の停留所は在来の西鉄バス停留所に併設されているが、標柱は専用のポールを設置しており、停留所名称が在来の停留所名と異なる停留所がある。
時期に応じて期間限定で車内で特別なイベントを開く場合があるが、その代表的な例として、福岡市博多区の伝統芸能「博多にわか」を車内で実演する「博多にわか・ぐりーん」を運行させることがある。なお、博多にわか・ぐりーんは2009年10月25日から一年間は月一の定期便に格上げし、同時にぐりーんパスには二◯加煎餅の製造販売元である東雲堂の協力を得て博多にわか面が付いた。その後も運行終了まで月一回のペースで開催された。
クリスマス時期には一部車両の後部にイルミネーション装飾を取り付けて、乗務員が緑色のサンタクロースの衣装で運転する便もあった。

## 過去の運行ルート
2008年9月22日～2010年2月28日
(1)博多駅交通センター→(2)キャナルシティ博多前→(3)櫛田神社・博多町家ふるさと館前→(4)博多五町・ホテルオークラ前→(5)天神四丁目・赤煉瓦文化館前→(6)福岡タワー南口→(7)シーホークホテル・ヤフードーム入口→(8)唐人町→(9)西公園・大濠公園前→(10)平和台鴻臚館前・福岡城址→(11)西鉄グランドホテル前→(12)天神コア前→(13)柳橋連合市場前→(14)住吉神社前→(1)博多駅交通センター
2010年3月1日～2011年2月20日
美術館ルート
(1)博多バスターミナル→(2)キャナルシティ博多前→(3)櫛田神社・博多町家ふるさと館前→(4)博多座・福岡アジア美術館→(5)アクロス福岡・赤煉瓦文化館入口→(6)天神・新天町入口→(7)西鉄グランドホテル前→(8)平和台・鴻臚館前→(9)大濠公園前→(10)唐人町→(11)福岡市博物館・防災センター前→(12)福岡タワー・マリゾン南口→(13)シーホークホテル・ヤフードーム入口→(14)ホークスタウン前→(15)西公園下→(16)大濠公園前→(17)福岡城址・福岡市美術館東口→(18)護国神社・NHK放送センター入口→(19)天神・警固神社・三越前→(20)中洲大通南口・南新地→(1)博多バスターミナル
長浜ルート
(1)から(15)までは美術館ルートと同じ→(N16)長浜ラーメン街・鮮魚会館入口→(N17)天神コア前→(20)中洲大通南口・南新地→(1)博多バスターミナル
2011年2月26日～2012年3月23日
美術館ルート
(1)から(20)までは変更なし→(21)祇園町→(1)博多バスターミナル
ナイト探索ルート
(N1)博多バスターミナル→(N2)キャナルシティ博多前→(N3)中洲大通南口・南新地→(N4)西鉄福岡（天神）駅・ソラリアステージ前→(N5)ベイサイドプレイス博多・ポートタワー前→(N6)福岡タワー・マリゾン南口→(N7)シーホークホテル・ヤフードーム入口→(N8)大濠公園前→(N9)天神コア前→(N10)中洲大通南口・南新地→(N11)祇園町→(1)博多バスターミナル
2012年3月24日～2013年3月23日
美術館ルート
(無番)博多港国際ターミナル（朝の2便のみ）→(1)博多バスターミナル→(2)博多駅前A→(3)住吉神社入口→(4)キャナルシティ博多前→(5)櫛田神社・博多町家ふるさと館前→(6)博多座・福岡アジア美術館→(7)天神コア前→(8)天神・福岡市役所前→(9)西鉄グランドホテル前→(10)平和台・鴻臚館前→(11)大濠公園前→(12)唐人町→(13)福岡市博物館・防災センター前→(14)福岡タワー・マリゾン南口→(15)シーホークホテル・ヤフードーム入口→(16)ホークスタウン前→(17)大濠公園前→(18)福岡城址・福岡市美術館東口→(19)護国神社・NHK放送センター入口→(20)天神・警固神社・三越前→(21)中洲大通南口・南新地→(22)祇園町→(1)博多バスターミナル
ナイト探索ルート
(N1)博多バスターミナル→(N2)博多駅前A→(N3)住吉神社入口→(N4)キャナルシティ博多前→(N5)中洲大通南口・南新地→(N6)西鉄福岡（天神）駅・ソラリアステージ前→(N7)ベイサイドプレイス博多・ポートタワー前→(N8)福岡タワー・マリゾン南口（最終3便は当バス停が終点）→(N9)シーホークホテル・ヤフードーム入口→(N10)ホークスタウン前→(N11)大濠公園前→(N12)天神コア前→(N13)中洲大通南口・南新地→(N14)祇園町→(N1)博多バスターミナル